# Łęczyca (stacja kolejowa)
Łęczyca – stacja kolejowa w Łęczycy, w województwie łódzkim, w Polsce.

## Krótki opis
Według klasyfikacji PKP ma kategorię dworca lokalnego. Na stacji zatrzymują się pociągi Regio spółki Polregio, TLK i InterCity spółki PKP Intercity oraz pociągi Łódzkiej Kolei Aglomeracyjnej relacji Łódź – Kutno. Dworzec wybudowany według typowego projektu stacji średniej wielkości zastosowanego również m.in. w Sierpcu.

## Ruch pasażerski

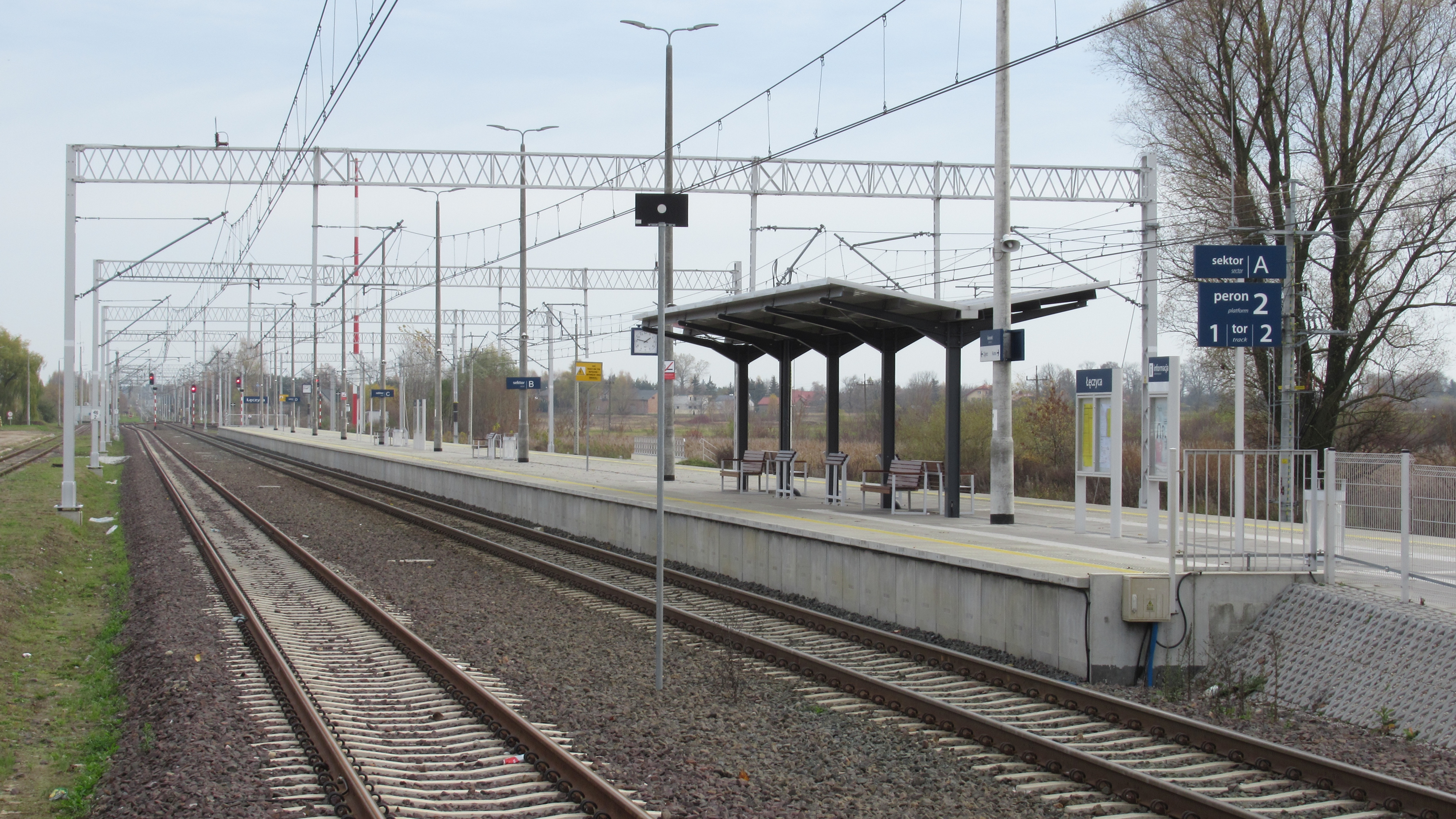
Wyspowy dwukrawędziowy peron 2

## Ruch pasażerski[2]
| Rok  | Wymiana pasażerska na dobę |
| ---- | -------------------------- |
| 2017 | 200-299                    |
| 2018 | 200-299                    |
| 2019 | 200-299                    |
| 2020 | 150-199                    |
| 2021 | 100-149                    |
| 2022 | 300-499                    |
| 2023 | 300-499                    |